# قلب رياضي

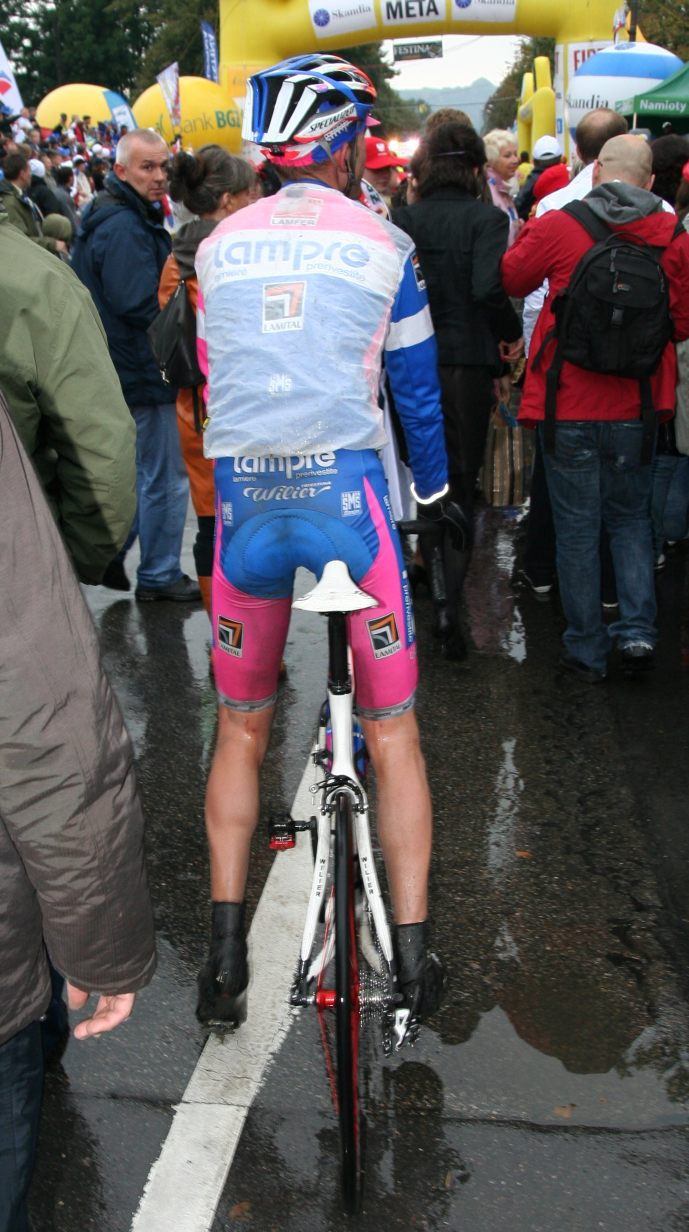

متلازمة القلب الرياضي أو متلازمة قلب الرياضيين (بالإنجليزية: Athletic heart syndrome)‏ هي حالة غير مرضية شائعة بين الرياضين في الطب الرياضي، يتضخم فيها القلب، وتتباطئ فيها سرعة دقاته، تُعرف المتلازمة أيضاً ببطء القلب الرياضي (بالإنجليزية: athletic bradycardia)‏ وبتضخم القلب المسبب بالتمارين (بالإنجليزية: exercise-induced cardiomegaly)‏، وتشيع بين الرياضين الذين يتمرنون بانتظام لأكثر من ساعة في اليوم، وتحدث عادة في رياضات التحمل، ولكن قد تظهر أحيانًا في رافعي الأوزان الثقيلة، تُعتبر المتلازمة بشكل عام حميدة العواقب، إذا لا تنطوي على مخاطر صحية في العادة، ولكنها قد تخفي في خلفيتها مشكلة طبية خطيرة، وقد يخطئ الأطباء فيها معتقدين أنها حالة آخرى.
لا يُدرك الرياضيون بمتلازمة القلب الرياضي في الغالب امتلاكهم لها، وذلك لأن الحالة لا تُسبب أعراضًا بدنية -باستثناء الانخفاض في معدل نبض القلب- ما يستلزم الخضوع لفحوصات طبية خاصة لتشخيصها، حيث أنها تنشأ في الأساس كاستجابة طبيعية وتكيف من الجسم للجهود المبذولة في التمارين الرياضية. 
تظهر ثلاث علامات في الرياضين المشخصين بمتلازمة القلب الرياضي: تباطء ضربات القلب وزيادة حجم القلب وتضخم جدرانه العضلية حيث ينخفض النبض عن المستوى الطبيعي إلى حوالي 40 إلى 60 نبضة في الدقيقة في حين يحدث التضخم بالخصوص في البطين الأيسر المسؤول عن ضخ الدم المؤكسج إلى الجسم، يُمثل ذلك ميزة للرياضين خصوصًا أثناء ممارستهم للرياضة عندما تزداد حاجة أجسامهم والأنسجة فيها للدم والأكسجين وذلك بزيادة نتاجهم القلبي وقدرهتهم على ضخ كمية أكبر من الدم مع كل نبضة، ولكن وفي المقابل فإن ظهور هذه العلامات الثلاثة في شخص عادي قد يدل على على وجودة مشكلة في القلب. 
وُصفت ظاهرة القلب الرياضي لأول مرة عام 1899 عندما وصفها الطبيب هينشن بعدما  قارن بين حجم قلوب المتزلجين بقلوب أولئك الذي اعتادوا على كثرة الجلوس، ولاحظ ظهور العلامات المميزة للقلب الرياضي في الرياضيين المشاركين في الريضات التنافسية، اعتقد هينشن أن الحالة تكيف طبيعي للجسم نتيجة لممارسة التمارين الرياضية، وآمن بعدم الحاجة للقلق بهذا الخصوص. 
اعتقد القليلون في تلك الفترة بنظرية هينشن- أن قلوب الرياضيين أكبر من غيرهم-، وذلك لأن الوسائل التقنية في القرن التاسع عشر الميلادي كانت محدودة للغاية، فكان صعبًا قياس أحجام قلوب الرياضيين بدقة، ولكن لاحقًا أُثبتت صحة نظرية هينشن  مع أنه لم يكن دقيقًا في اعتقاده أن القلب يتضخم بأكمله - ففي الواقع لا يتضخم إللا الجزء الأيسر من القلب- وفي اعتقاده بأن حياة الرياضيين بمتلازمة القلب الرياضي أصغر من حياة غيرهم بدونها. 

## الأهمية الطبية
لا تُعد متلازمة القلب الرياضي حالة خطيرة بالنسبة للرياضيين، وإن كان وجود علامتها (تباطء القلب وزيادة حجمه وتضخم جدرانه) في غير الرياضيين قد يعني وجود مشكلة صحية أخرى، ولا تُعتبر الحالة سببًا للموت القلبي المفاجئ والذي يحدث أثناء أداء التماريين الرياضية أو بعدها مباشرة في كثير من الحالات بسبب الإصابة بمرض وراثي يُدعى باعتلال عضلة القلب الضخامي.